# European Football League 2019
Navigation
Eurobowl 2018 Eurobowl 2020
L'European Football League 2019, abrégée en EFL 2019, en français Ligue Européenne de Football Américain 2019, est la 33e édition de l'European Football League, la plus importante compétition européenne interclubs de football américain. 
Depuis la saison 2014, celle-ci est réservée aux équipes de Division I européenne. Ces équipes participent au tournoi dénommé BIG 6  lequel permet de se qualifier pour l'Eurobowl. 
Les équipes de Division II participent à la compétition dénommée EFL Bowl.
L'IFAF Europe a annoncé ce 1er juillet 2018 que les éliminatoires se dérouleront comme suit :
- 1er match : 13 et 14 avril 2019
- 2e match : 27 et 28 avril 2019
- 3e match : 11 et 12 mai 2019

L'Eurobowl XXXIII s'est déroulé le 9 juin 2019.

## Équipes participantes

### Équipes de la German Football League
- Potsdam Royals
- Berlin Rebels
- Dusseldorf Panthers
- Hildesheim Invaders

### Autres équipes
- Amsterdam Crusaders (et autres équipes du championnat des Pays-bas)
- Cologne Crocodiles

## Résultats
| Groupe | Vainqueur                 | Score                                                                              | Perdant                                                                            |
| ------ | ------------------------- | ---------------------------------------------------------------------------------- | ---------------------------------------------------------------------------------- |
| GFL    | Hildesheim Invaders       | 50-28                                                                              | Potsdam Royal                                                                      |
| GFL    | New Yorker Lions          | 35-14                                                                              | Potsdam Royal                                                                      |
| GFL    | Potsdam Royal             | 30-17                                                                              | Berlin Rebels                                                                      |
| GFL    | Potsdam Royal (2-2)       | 34-17                                                                              | Dusseldorf Panther                                                                 |
| Autres | Amsterdam Crusaders (9-1) | invaincu en championnat des Pays-Bas + bilan de 2-6 contre des équipes européennes | invaincu en championnat des Pays-Bas + bilan de 2-6 contre des équipes européennes |
| Autres | Cologne Crocodiles        | 35-14                                                                              | Amsterdam Crusaders                                                                |

| Date        | Lieu                | Vainqueur      | Score | Finaliste           |
| ----------- | ------------------- | -------------- | ----- | ------------------- |
| 8 juin 2019 | Potsdam (Allemagne) | Potsdam Royals | 62-12 | Amsterdam Crusaders |